# Coldplay Live 2003
Coldplay Live 2003 là một video album được quay trực tiếp của ban nhạc Alternative rock Anh Coldplay, lần đầu được phát hành vào tháng 11 năm 2003. Album gồm các buổi hòa nhạc trình diễn ở sân khấu ca nhạc Sydney Hordern Pavillion vào ngày 21 và 22 tháng 7 năm 2003.
Album trực tiếp này đã được đề cử Video hình thái dài xuất sắc nhất tại lễ trao Giải Grammy lần thứ 47.
Bài hát "Moses" chỉ có duy nhất trong buổi trình diễn album được Chris Martin viết tặng cho người vợ của mình Gwyneth Paltrow. Bài hát lấy cảm hứng từ tên đứa con thứ hai của hai người, Moses Bruce Anthony Martin sinh năm 2006. Bài hát đã từng được kênh phát thanh US Alternative cố gắng chèo kéo để trở thành single duy nhất của album có trên kênh này vào 6 tháng 10 năm 2003.

Đây là album phát hành trực tiếp thứ hai của ban nhạc, sau Trouble – Norwegian Live EP năm 2001.
| Đánh giá chuyên môn  | Đánh giá chuyên môn |
| Nguồn đánh giá       | Nguồn đánh giá      |
| Nguồn                | Đánh giá            |
| -------------------- | ------------------- |
| Allmusic             | [ 1 ]               |
| Entertainment Weekly | B                   |
| NME                  | (9/10)              |
| Pitchfork Media      | (6.0/10)            |
| Rolling Stone        | [ 5 ]               |

## Danh sách track

### Đĩa DVD
1. "Politik" (từ album A Rush of Blood to the Head)
2. "God Put a Smile upon Your Face" (từ album A Rush of Blood to the Head)
3. "A Rush of Blood to the Head" (từ album A Rush of Blood to the Head)
4. "Daylight" (từ album A Rush of Blood to the Head)
5. "Trouble" (từ album Parachutes)
6. "One I Love" (từ đĩa đơn "In My Place")
7. "Don't Panic" (từ album Parachutes)
8. "Shiver" (from Parachutes)
9. "See You Soon" (from The Blue Room EP)
10. "Everything's Not Lost" (từ Parachutes)
11. "Moses" (phát hành trước đó)
12. "Yellow" (từ album Parachutes)
13. "The Scientist" (từ A Rush of Blood to the Head)
14. "Clocks" (từ A Rush of Blood to the Head)
15. "In My Place" (từ A Rush of Blood to the Head)
16. "Amsterdam" (từ A Rush of Blood to the Head)
17. "Life is for Living" (từ Parachutes)

### Đĩa CD
1. "Politik" – 6:36
2. "God Put a Smile upon Your Face" – 4:57
3. "A Rush of Blood to the Head" – 6:51
4. "One I Love" – 5:08
5. "See You Soon" – 3:29
6. "Shiver" – 5:26
7. "Everything's Not Lost" – 8:48
8. "Moses" – 5:29
9. "Yellow" – 5:36
10. "Clocks" – 5:33
11. "In My Place" – 4:13
12. "Amsterdam" – 5:22

## Xếp hạng và chứng nhận doanh số
| Xếp hạng (2003–2008)                | Vị trí cao nhất |
| ----------------------------------- | --------------- |
| Australian Albums Chart             | 16              |
| Austrian Music DVDs Chart           | 2               |
| Belgian Albums Chart (Flanders)     | 35              |
| Belgian Albums Chart (Walloonia)    | 46              |
| Belgian Music DVDs Chart (Flanders) | 8               |
| Canadian Albums Chart               | 10              |
| Czech Music DVDs Chart              | 10              |
| Dutch Music DVDs Chart              | 1               |
| French Albums Chart                 | 26              |
| German Albums Chart                 | 34              |
| Italian Music DVDs Chart            | 1               |
| New Zealand Albums Chart            | 26              |
| Norwegian Albums Chart              | 24              |
| UK Albums Chart                     | 46              |
| US Billboard 200                    | 13              |

| Xếp hạng (2003)            | Vị trí |
| -------------------------- | ------ |
| Dutch Music DVDs Chart     | 24     |
| Xếp hạng (2005)            | Vị trí |
| Argentine Music DVDs Chart | 6      |
| Dutch Music DVDs Chart     | 13     |
| Xếp hạng (2006)            | Vị trí |
| Argentine Music DVDs Chart | 11     |
| Xếp hạng (2008)            | Vị trí |
| Italian Music DVDs Chart   | 16     |

### Chứng nhận
| Quốc gia                                  | Chứng nhận  | Số đơn vị/doanh số chứng nhận |
| ----------------------------------------- | ----------- | ----------------------------- |
| Argentina (CAPIF)                         | Bạch kim    | 8.000^                        |
| Úc (ARIA)                                 | 8× Bạch kim | 120.000^                      |
| Canada (Music Canada)                     | 8× Bạch kim | 80.000^                       |
| Đức (BVMI)                                | 2× Bạch kim | 100.000^                      |
| México (AMPROFON)                         | Vàng        | 10.000^                       |
| Bồ Đào Nha (AFP)                          | Bạch kim    | 8.000^                        |
| Anh Quốc (BPI)                            | 2× Bạch kim | 100.000^                      |
| Hoa Kỳ (RIAA)                             | 6× Bạch kim | 600.000^                      |
| ^ Chứng nhận dựa theo doanh số nhập hàng. |             |                               |

| Quốc gia                                  | Chứng nhận | Số đơn vị/doanh số chứng nhận |
| ----------------------------------------- | ---------- | ----------------------------- |
| Úc (ARIA)                                 | Vàng       | 35.000^                       |
| New Zealand (RMNZ)                        | Vàng       | 7.500^                        |
| Hoa Kỳ (RIAA)                             | Vàng       | 500.000^                      |
| ^ Chứng nhận dựa theo doanh số nhập hàng. |            |                               |